# Association nationale pour le développement de l'éducation nouvelle
L'Association nationale pour le développement de l'éducation nouvelle (ANEN) est une association française regroupant des écoles se réclamant de l'éducation nouvelle, et adhérant à sa charte.

## Historique
L'ANEN a été créée en janvier 1970 sous le nom d'« Association nationale d'écoles nouvelles » par une dizaine d'écoles nouvelles françaises dont la Source à Meudon, l'école nouvelle d'Antony et la Prairie à Toulouse.
Succédant au réseau informel des « rencontres pédagogiques », son objectif premier était la création d’un Centre de formation à l’Éducation nouvelle (CFEN) destiné à fournir aux écoles nouvelles des enseignants formés dans cet esprit. Ce centre, installé à Viroflay, organisait une formation initiale en 3 axes :
- formation à la psychologie de l'enfant auprès de l'université de Nanterre ;
- formation à la dynamique de groupe, gestion de classe et activité d'expression auprès du centre ;
- stages dans les écoles nouvelles[3].

Le centre forma 2 promotions de stagiaires en 1970 en 1971, mais n'obtint pas les subventions de gestion espérées et cessa ses activités.
En 1985, l'association obtint un contrat avec l'éducation nationale pour gérer la formation des enseignants des établissements adhérents.
L'école de "La Source" et le collège Cévenol ont quitté l'association en 1989 pour créer l'Association française des écoles à vocation internationale (AFEVI),.
A la fin des années 1990, l'association s'est également donné pour mission de rééditer certains textes de pédagogues devenus introuvables. Elle publie en 1997 « L’Éducation nouvelle », sélection de textes de Claparède, John Dewey, Ferrière et Cousinet puis en 2002 « Roger Cousinet : la promotion d’une autre école ».